# Lu Guang (pintor)
Lu Guang (xinès simplificat: 陆广; xinès tradicional: 陸廣; pinyin: Lù Guǎng) fou un pintor i poeta sota la dinastia Yuan. Es desconeixen les dates tant del seu naixement com la de la seva mort i de la seva biografia es tenen pocs detalls, encara que alguns experts consideren que va néixer vers el 1300 i va morir després del 1371, que va viatjar i que estava interessat per l'alquímia taoista. Era oriünd de Suzhou, província de Jiangsu. Fou un pintor paisatgista que estava influenciat pels estils de Huang Gongwang i Wang Meng. Entre les seves obres que es conserven destaca “Albada de primavera a la terrassa de l'Elixir”.